# Shani Bakanov
Pour les articles homonymes, voir Bakanov.
Shani Bakanov est une gymnaste rythmique israélienne née le 27 février 2006 à Haïfa. Elle a remporté la médaille d'argent de l'épreuve par équipes de gymnastique rythmique aux Jeux olympiques d'été de 2024, organisés à Paris.